# Daria Zabawska
Daria Zabawska (* 14. April 1995 in Białystok) ist eine polnische Leichtathletin, die sich auf den Diskuswurf spezialisiert hat.

## Sportliche Laufbahn
Erste internationale Erfahrungen sammelte Daria Zabawska 2014 bei den Juniorenweltmeisterschaften in Eugene. Dort schied sie als 24. der Qualifikation aus. Ein Jahr später verpasste sie bei den U23-Europameisterschaften in Tallinn als Vierte nur knapp eine Medaille. Zwei Jahre später gewann sie hingegen Silber bei den U23-Europameisterschaften in Bydgoszcz mit 59,08 Meter. Bei den Studentenweltspielen in Taipeh verpasste sie als Vierte erneut nur knapp eine Medaille. Im Jahr darauf nahm sie an den Europameisterschaften in Berlin teil und schied dort mit einer Weite von 53,94 m in der Qualifikation aus.
2019 nahm sie erneut an den Sommer-Universiade in Neapel teil, erreichte aber auch dort mit 53,94 m nicht das Finale. Anschließend schied sie bei den Weltmeisterschaften in Doha mit 57,05 m in der Vorrunde aus. 2022 verpasste sie bei den Europameisterschaften in München mit 56,54 m den Finaleinzug und im Jahr darauf siegte sie mit 61,59 m bei den Copenhagen Athletics Games. Anschließend wurde sie bei der 1. Liga der Team-Europameisterschaft im Zuge der Europaspiele in Chorzów mit 52,11 m Zehnte. Im August schied sie bei den Weltmeisterschaften in Budapest mit 59,28 m in der Qualifikationsrunde aus. 2024 verpasste sie bei den Europameisterschaften in Rom mit 59,02 m den Finaleinzug und schied anschließend auch bei den Olympischen Sommerspielen in Paris mit 60,86 m in der Vorrunde aus.
In den Jahren von 2019 bis 2024 wurde Zabawska polnische Meisterin im Diskuswurf.